# John Jellicoe
John Rushworth Jellicoe (ur. 5 grudnia 1859 w Southampton, zm. 20 listopada 1935 w Londynie) – brytyjski admirał, naczelny dowódca Grand Fleet podczas bitwy jutlandzkiej, późniejszy Pierwszy Lord Morski w Admiralicji brytyjskiej i gubernator generalny Nowej Zelandii.

## Życiorys

### Początki służby wojskowej
John Rushworth Jellicoe urodził się 5 grudnia 1859 roku w Southampton. Jego ojcem był kapitan Royal Mail Steam Packet Company John Henry Jellicoe, matką zaś Lucy Henrietta Keele, również pochodząca z rodziny o tradycjach w służbie na morzu. John Rushwort Jellicoe wstąpił do Royal Navy jako kadet w 1872 roku. W 1880 roku został awansowany na podporucznika marynarki. Po raz pierwszy służył w linii podczas tłumienia powstania Arabi Paszy w Egipcie w 1882 roku.
John Jellicoe kontynuował naukę jako artylerzysta, między innymi w Royal Navy College w Greenwich i w bazie marynarki wojennej HMS Excellent na Whale Island w pobliżu Portsmouth. Tam poznał go John Fisher, późniejszy Pierwszy Lord Morski i promotor kariery Johna Jellicoe. Podczas kryzysu afgańskiego w 1885 roku obaj wzięli udział w rejsie eskadry admirała Hornby’ego na Bałtyk, gdzie Jellicoe był osobistym adiutantem Fishera. W 1886 roku John Jellicoe wsławił się osobistą odwagą, dowodząc załogą giga w akcji ratowniczej statku, który rozbił się na płyciźnie w pobliżu Gibraltaru.

### Komandor
W 1891 roku John Jellicoe został awansowany do stopnia komandora porucznika (Commander). W dwa lata później, będąc zastępcą dowódcy pancernika HMS „Victoria”, przeżył katastrofę swojego okrętu, który zatonął niedaleko Trypolisu po kolizji z HMS „Camperdown” z dużymi stratami wśród załogi. W 1897 roku John Jellicoe awansował do stopnia komandora (Captain). W 1900 roku wziął udział w brytyjskiej ekspedycji celem stłumienia powstania bokserów w Chinach, dowodząc przeddrednotem HMS „Centurion”. Ranny podczas walk, został za tę kampanię odznaczony Orderem Łaźni. W 1902 roku ożenił się z Florence Gwendoline Cayzer.
W latach 1902–1903 był asystentem Trzeciego Lorda Morskiego, admirała Williama Maya, następnie do 1904 roku dowódcą krążownika pancernego HMS „Drake”. Od końca tegoż roku powrócił do pracy w Admiralicji, zostając dyrektorem Departamentu Uzbrojenia (Director of Naval Ordnance).

### Admirał
W 1907 roku został kontradmirałem (Rear-Admiral) i przez pewien czas służył jako zastępca dowódcy Floty Atlantyckiej. Od końca 1908 roku objął stanowisko Trzeciego Lorda Morskiego. W 1910 roku powrócił do Floty Atlantyckiej jako jej dowódca. Podczas swej pracy w Admiralicji admirał Jellicoe wspierał nowatorskie pomysły lorda Fishera, między innymi budowę przełomowego pancernika HMS „Dreadnought”. Za swe zasługi został odznaczony Królewskim Królewskim Orderem Wiktoriańskim.
W 1911 roku John Jellicoe został wiceadmirałem i zastępcą dowódcy Home Fleet, a na początku 1912 roku Drugim Lordem Morskim. W 1913 roku powrócił do służby liniowej jako zastępca dowódcy Home Fleet, admirała George Callaghana. W obliczu zbliżającej się wojny stał się naturalnym kandydatem na głównodowodzącego podstawową siłą uderzeniową Royal Navy (admirał Callaghan nie był brany pod uwagę z uwagi na podeszły wiek i zły stan zdrowia). W 1914 roku, wobec narastającego napięcia międzynarodowego, Admiralicja podjęła decyzję o utworzeniu (na bazie Home Fleet i części Floty Atlantyckiej) Grand Fleet, ze Scapa Flow jako główną bazą na czas wojny. 4 sierpnia, w dniu wypowiedzenia przez Wielką Brytanię wojny Niemcom, John Jellicoe został oficjalnie dowódcą tego związku operacyjnego. W 1915 roku został admirałem (Admiral).
Największą bitwą morską stoczoną przez Grand Fleet pod dowództwem admirała Jellicoe była bitwa jutlandzka w dniach 31 maja i 1 czerwca 1916 roku. Walcząc przeciwko niemieckiej Hochseeflotte dowodzonej przez admirała Reinharda Scheera odniósł, pomimo większych niż niemieckie strat, strategiczne zwycięstwo, zmuszając przeciwnika do ustąpienia z pola walki i w konsekwencji zapewniając Wielkiej Brytanii kontrolę na morzu. Jednak taktyka dowódcy Grand Fleet spotkała się później z krytyką (między innymi admirała Davida Beatty'ego), zarzucano mu zbytnią ostrożność w działaniu i niewykorzystanie szansy na całkowite zniszczenie głównych sił marynarki cesarskiej.
W listopadzie 1916 roku admirał Jellicoe został Pierwszym Lordem Morskim - zwierzchnikiem marynarki brytyjskiej. Jego działania wobec zagrożenia ze strony U-Bootów zostały jednak uznane przez gabinet wojenny Lloyda George’a za niewystarczające i w grudniu 1917 roku odszedł z zajmowanego stanowiska, zastąpiony przez admirała Rosslyna Wemyssa.

### Późniejsze życie
W 1919 roku John Jellicoe otrzymał tytuł wicehrabiego (viscount Jellicoe of Scapa) i promocję na stopień admirała floty (Admiral of the Fleet). Od września 1920 roku do listopada 1924 roku był gubernatorem generalnym Nowej Zelandii. W 1925 roku został hrabią (Earl Jellicoe of Scapa). Po powrocie do Wielkiej Brytanii wciąż udzielał się publicznie, był między innymi przewodniczącym Royal British Legion.
Po zakończeniu I wojny światowej admirał Jellicoe napisał dwie książki wspomnieniowe, w których odpowiadał między innymi na krytykę swych działań w bitwie jutlandzkiej. Zmarł 20 listopada 1935 roku w londyńskiej dzielnicy Kensington.
Synem Johna Jellicoe był George Jellicoe, 2. hrabia Jellicoe.